# Тобіас Ангерер
Тобіас Анґерер (нім. Tobias Angerer; 12 квітня 1977) — німецький лижник, призер Олімпійських ігор.
Тобіас Анґерер виступає на змаганнях міжнародного рівня з лижних перегонів з 1995 року. За професією він солдат-спортсмен, тобто отримує зарплату від армії, але основним його заняттям є спорт. Першу перемогу на етапах Кубка світу він здобув 2004 року. В загальному заліку Кубка світу він перемагав двічі — в сезонах 2005/2006 та 2006/2007. На його рахунку також чотири олімпійські медалі, завойовані у Солт-Лейк-Сіті, Турині та Ванкувері. Із чемпіонатів світу з лижних видів спорту він привіз 6 нагород.
У 2007 році Анґерер переміг у дебютному Тур де Скі.